# Charaxes taverniersi
Charaxes taverniersi is een vlinder uit de familie van de Nymphalidae. De wetenschappelijke naam van de soort is voor het eerst geldig gepubliceerd in 1975 door Berger.